# پرویز نیک‌خواه
پرویز نیک‌خواه (اردیبهشت ۱۳۱۸ – ۲۲ اسفند ۱۳۵۷) فعال سیاسی چپ و یکی از رهبران اصلی کنفدراسیون دانشجویان ایرانی - از مهم‌ترین گروه‌های اپوزیسیون محمدرضاشاه پهلوی در اروپا و ایالات متحده - بود که با تغییر عقیده در زندان به یکی از تئوریسین‌های پهلوی دوم تبدیل شد و به همین روی پس از انقلاب ۵٧ دستگیر و اعدام شد.

## زندگی
نیک‌خواه در سال ۱۳۱۸ در تهران زاده شد و تحصیلات متوسطه خود را در رشته ریاضیات به پایان رساند. وی تا ۱۳۳۳ در سازمان جوانان حزب توده عضویت داشت. در فاصله ۱۳۳۳ تا ۱۳۳۷ که در دبیرستان ادیب درس می‌خواند فعالیت سیاسی نداشت. پس از پایان دبیرستان به انگلستان رفت و در دانشگاه منچستر ادامه تحصیل داد و در محیط تحصیلی جذب حزب توده شد. وی تا سال ۱۳۴۱ در حزب فعال بود و در کنگره کنفدراسیون دانشجویان ایرانی نقش فعال و تعیین‌کننده داشت. وی و دوستانش توسط ساواک همواره تحت کنترل و نظارت بودند و از تمامی جلسات و رفت‌وآمدهایشان مراقبت می‌شد. موضوع جلسات نیک‌خواه عموماً «مباحث تئوریک» بود.

## فعالیت سیاسی

### کنفدراسیون دانشجویان
در همین دوره به دلیل اختلافاتی که با رهبران حزب توده در اروپا پیدا کرد از حزب جدا شد و به کنفدراسیون دانشجویان پیوست. نیک‌خواه از ۱۳۳۹ نقش زیادی در سازماندهی کنفدراسیون برعهده گرفت و تا سال ۱۳۴۳ که به ایران بازگشت، فعالیتش را در کنفدراسیون ادامه داد. به رغم فعالیتهای سیاسی اش در اروپا، دستگاه‌های اطلاعاتی رژیم او را تحت تعقیب قرار ندادند و او که در رشته فیزیک از دانشگاه منچستر فارغ‌التحصیل شده بود، در دانشگاه پلی تکنیک تهران به تدریس پرداخت و به ریاست آزمایشگاه دانشکده صنعتی منصوب شد.

نیک‌خواه در تهران همکاری خود را با تعدادی از دوستان و هم مسلکان خود که با آنها در انگلستان تحصیل می‌کرد در سال ۱۳۴۳ آغاز کرد. احمد منصوری، منصور پورکاشانی، رسول مقدم و فیروز شیروانلو از همراهان نیک‌خواه بودند. خدمت اصلی آنها، متشکل کردن مبارزات چریکی و پارتیزانی به ویژه در نواحی جنگلی شمال کشور بود. اما دستگیری اعضای این جلسات با توجه به عضویت در تشکل‌های دانشجویی چندان امکان‌پذیر نبود، لذا (ساواک)به دنبال یک واقعه یا حادثه‌ای بود تا از این طریق بتواند آنها را دستگیر و مانع فعالیت آنها شود.

### واقعه کاخ مرمر و دستگیری
گروه نیک‌خواه تا ۲۱ فروردین ۱۳۴۴ که فردی به نام رضا شمس‌آبادی در کاخ مرمر به قصد ترور شاه گلوله‌هایی به او شلیک کرد هیچ‌گونه اقدامی در جهت مبارزه با رژیم پهلوی صورت نداد. واقعه کاخ مرمر به این گونه بود که در روز ۲۱ فروردین سال ۱۳۴۴ سرباز وظیفه رضا شمس‌آبادی ۲۲ ساله، یکی از افراد گارد سلطنتی که در کاخ مرمر مأمور نگهبانی بود، محمدرضا شاه را هنگامی که از اتومبیل در مقابل سرسرای کاخ سفید پیاده شد به رگبار مسلسل بست. شاه باشتاب خود را به داخل ساختمان رسانید؛ ولی دو تن از درجه داران اسکورت او به علاوه شمس‌آبادی کشته شدند.
ساواک سراسیمه در پی کشف علت و دستگیری بانی اصلی این واقعه برآمد و ابتدا سعی نمود که این اقدام را یک جنون آنی تلقی نماید، به طوری که روزنامه‌ها نوشتند: «تحقیقات ادامه دارد که روشن گردد آیا ضارب عمداً دست به این عمل زده یا دچار جنون آنی شده‌است». بعد از این که ساواک از این طریق راه به جایی نبرد به ادعای واهی مبنی بر ارتباط شمس‌آبادی با کمونیست‌ها روی آورد و این عمل را نقشه‌ای از طرف حزب توده دانسته و بیان داشتند که «بعد از بازجوییهای مربوط به یاران و همدستان سوء قصد کاخ مرمر، نام گروهی از مهندسان ایرانی که در انگلستان تحصیلکرده بودند، اعلام گشت.». در این بین ساواک که مترصد ضربه زدن به کنفدراسیون جریان چپ و سازمان حزب توده بود، از فرصت استفاده نموده، جریان ترور شاه را به نیک‌خواه و رفقایش منتسب می‌نماید.
اسناد و مدارک مستندی وجود دارد که پرویز نیک‌خواه، مهندس منصوری و همچنین احمد کامرانی که برای پذیرفته شدن در شبکه کمونیستی آماده گردیده بود، مستقیماً در تحریک رضا شمس‌آبادی عامل اصلی سوء قصد شرکت و معاشرت داشته‌اند.
نیروهای اطلاعاتی پس از جستجوی سطحی به ارتباط شمس‌آبادی با گروه نیک‌خواه پی بردند و بسیاری از آنان از جمله نیک‌خواه را دستگیر کردند. دادگاه وی را به حبس ابد محکوم کرد؛ اما او خیلی زود از تفکرات انقلابی خود دست برداشت و به همکاری با رژیم پهلوی و ساواک تمایل نشان داد.

### همکاری با رژیم و عفو
در پایان سال ۱۳۴۶ نیک‌خواه در زندان بروجرد تماس‌هایی با ساواک برقرار کرد. متعاقب آن با انجام مصاحبه‌های تلویزیونی که از اقدامات و فعالیت‌های سیاسی پیشین خود اظهار ندامت و پشیمانی کرد و به همکاری جدی با رژیم پهلوی و دستگاه‌های اطلاعاتی کشیده شد و خیلی زود مورد توجه رژیم قرار گرفت.
در دادگاه تجدید نظر حبس نیک‌خواه به ۱۰ سال تقلیل پیدا کرد. رژیم شاه نیز به منظور ضربه زدن به روحیه انقلابیون به ویژه دانشجویان به یک سلسله مانورهای تبلیغاتی و نمایشی دست زد و چنین چهره‌هایی را به صحنه آورد و کوشید که از پرویز نیک‌خواه و همفکرانش استفاده کند. از این رو به درج و انتشار توبه‌نامه‌ها و مصاحبه‌های آنان رو آورد. بدین ترتیب نیک‌خواه در زندان تغییر چهره می‌دهد و با انجام مصاحبه‌هایی با رسانه‌های گروهی خود از مبلغان رژیم می‌شود و پس از چند سال از زندان آزاد شده و در زمرهٔ ابواب جمعی ساواک درمی آید و کارش متقاعد کردن روشنفکران برای همکاری با رژیم شاه بود.
فرح پهلوی از دیدار پرویز نیکخواه (از اعضای حزب توده) و محمدرضا پهلوی پس از ترور نافرجام شاه چنین می‌گوید: روزی که پرویز نیکخواه را به قصر آوردند، من هم حضور داشتم. او در چند قدم مانده به ما، سلام و تعظیم کرد. محمدرضا گفت: «مردک، برای چه می‌خواستی مرا بکشی؟!» مهندس نیکخواه جواب داد: «اشتباه کردم و تقاضای عفو دارم!» ارتشبد نصیری (رئیس سازمان امنیت) که در کنار نیکخواه ایستاده بود، اجازه خواست تا گزارشی را به عرض ما برساند؛ اما محمدرضا به او تشر زد و گفت: «اگر شما وظایف خودتان را درست انجام داده بودید، این اتفاق نمی‌افتاد !» در این موقع نصیری ساکت شد و محمدرضا از نیکخواه خواست تا صادقانه همه چیز را شرح بدهد. در پایان این گفتگو نیکخواه از محمدرضا تقاضای عفو و بخشش کرد و من هم پادرمیانی کردم و از محمدرضا خواستم تا او را ببخشد. محمدرضا رو به ارتشبد نصیری کرد و گفت: «نظر شما چیست؟» ارتشبد نصیری گفت: «امر امر اعلی حضرت است؛ اما اگر نظر جان نثار را بخواهید، باید عرض کنم این شخص باید فوراً اعدام و مایه عبرت دیگران شود!» من بار دیگر از محمدرضا خواستم او را ببخشد و محمدرضا در کمال بهت و ناباوری گفت که «نیکخواه را می‌بخشد !» بدین ترتیب نیکخواه از مرگ حتمی نجات یافت و پس ازآن خود را در خدمت اهداف " انقلاب سفید شاه و مردم " قرار داد.

### ورود به ساختار حاکمیت
وی در زندان به این نتیجه رسید که اصلاحات موسوم به انقلاب سفید و در رأس آن اصلاحات ارضی شاه از روش مبارزان سیاسی پیشین (مارکسیسم مائوئیستی) نیز مترقیانه تر است و بنابراین نظام شاهنشاهی پهلوی در شئون سیاسی، اجتماعی و اقتصادی در مسیر تکامل پیش می‌رود. نیک‌خواه که توانسته بود با روش صادقانه نظر مساعد و اعتماد رژیم پهلوی را به خود کسب کند، مدتی بعد به استخدام رادیو و تلویزیون ملی ایران درآمد تا از رسانه‌های همگانی نقش شاه و مجموعه حاکمیت او را در توسعه و تعالی کشور به اطلاع هموطنان و نیز بیگانگان برساند. او به همراه بسیاری از هم مسلکان قدیمی خود و نیز توده ای‌های سابق که از جمله آنان باید به محمود جعفریان و منوچهر آزمون اشاره کرد، در زمره پیشقراولان تحلیل علمی–ایدئولوژیک پدیده انقلاب سفید و فلسفه آن قرار گرفتند و به تبلیغ اهداف و نتایج آن پرداختند. چنان‌که وقتی شاه قرارداد سنت موریس با شرکت‌های نفتی امضاء کرد، قراردادی که به زعم بسیاری از کارشناسان نفتی به ضرر ایران بود. وقتی در پایان مذاکرات با مدیران شرکت‌های نفتی همه با هم یکصدا شدند تا رهبریهای شاه را بستایند. پرویز نیک‌خواه روی پرده تلویزیون تأکید کرد این پیروزی به مراتب از پیروزی در ملی کردن صنعت نفت مهمتر است. «هنگامی که شاه یکباره تأسیس حزب رستاخیز را اعلام کرد، وی به همراه محمود جعفریان و داریوش همایون در تلویزیون میزگردی برقرار کردند و به ستایش از درایت و آینده‌نگری شاه پرداختند که به زعم آنان با تأسیس این حزب راه رسیدن کشور به مرزهای تمدن بزرگ را بسی کوتاه‌تر ساخته بود. از آن پس نیک‌خواه از مهم‌ترین تئوریسینهای حزب رستاخیز شده و در مجموعه تصمیم‌سازیهای این حزب و نیز برنامه‌ریزیهای مدیریتی، اجرایی و تشکیلاتی نقش قابل توجهی برعهده گرفت.»

### پایان‌نامه کارشناسی ارشد نیکخواه
عباس میلانی در کتاب نگاهی به شاه با اشاره به اتمام پایان‌نامه کارشناسی ارشد نیکخواه در میانه دهه ۱۳۵۰ می‌نویسد:
گزارش جالب دیگری که بیش و کم در همان دوران(اواسط دهه پنجاه) تدارک شد، رساله کارشناسی ارشد پرویز نیکخواه بود. او در نتیجه تحقیقات خود به این نتیجه رسیده بود که در سالهای دهه شصت و هفتاد (میلادی)، شمار طلبه‌ها در ایران به طوری غیرمتعارف و استثنایی فزونی گرفته است. (نیکخواه) میگفت این پدیده اهمیتی ویژه دارد و مستحق هم تحقیق بیشتر و هم تبیین دقیق جامعه شناختی است. 

نیکخواه یاداور شده بود که معمولا در فرایند نوسازی جوامع، تعداد کسانی که به طلبگی، کشیشی، یا خاخامی رو میکنند کاهش پیدا میکند. در ایران جریانی درست عکس این رخ داده است. برای نمونه میتوان به این نکته اشاره کرد که شمار مساجد و حوزه‌ها هم در آن سالها شاهد رشدی شگفت‌انگیز بود. در سال ۱۹۷۷ مثلا چیزی نزدیک به ۷۵ هزار مسجد و حوزه در ایران مشغول کار بود. به علاوه، شبکه‌ای سخت و پیچیده از تکیه‌ها، هییت‌ها، مجالس تدریس قران و نشر احکام و حتی مجله‌ها و انتشارات مذهبی به ترویج احکام اسلام و تشیع و در بسیاری از موارد نظرات رادیکال ایت‌اله خمینی بود. هیچکس، نه روشنفکران و محققان، نه ساواک، به واکاوی ریشه‌های این شبکه و چند و چون فعالیتش عنایتی نداشتند. حتی هشدار نیکخواه را هم کسی به جد نگرفت. شگرف اینکه در زمان نگارش رساله تیزبینش، (نیکخواه) رییس دفتر تحقیقات رادیو تلویزیون ملی ایران بود و زمانی، پیش از انکه در زندان تغییر نظر بدهد و به صف حامیان شاه بپیوندد، در زمره‌ی نامدارترین مخالفان رژیم بود. 

## در جریان انقلاب ۱۳۵۷ و پس از آن
با آغاز تحرکات انقلابی مردم ایران، پرویز نیک‌خواه، تلاش بی وقفه‌ای در دفاع از رژیم پهلوی و پیشرفت‌های کشور در شئون مختلف از خود نشان داد و به ویژه از طریق تلویزیون در تبلیغات مکرر هر روزه بر پیشرفت‌های رژیم تأکید می‌کرد. او معتقد بود که پیشرفتهای کشور در دوران ۱۵ ساله اخیر دوران انقلاب سفید سرآغاز جهش بزرگ در شئون مختلف بوده و نتایج مشعشع آن خیلی زود آشکار خواهد شد.
نیک‌خواه به ویژه در سانسور مطبوعات دوره پهلوی نقش عمده‌ای داشت. گفته شده در تهیه متن مقاله معروف «ایران و استعمار سرخ و سیاه» به قلم مستعار رشیدی مطلق، پرویز نیک‌خواه، محمود جعفریان و شجاع‌الدین شفا دست داشتند. آنان متن‌های جداگانه‌ای را تهیه کردند که در نهایت شاه متن کامل شده آن را جهت انتشار در نشریات کشور تأیید کرد. تا زمان نخست‌وزیری شریف امامی، نیک‌خواه و دوستان سابقاً چپی اش در رادیو و تلویزیون فعال مایشاء بودند. اما به تدریج با سیاست خانه تکانی شریف امامی که قصد داشت با برخی اقدامات از فطور و سقوط رژیم جلوگیری کند با استعفاء و خروج قطبی از تلویزیون آن‌ها نیز از آن جا رفتند. با این وجود نیک‌خواه به عنوان یک تئوریسین وقوع یک انقلاب را در ایران آن روز پیش‌بینی نموده بود و خود در مصاحبه‌ای اختصاصی با «جیمز بیل» در دفتر کارش در وزارت اطلاعات گفته بود: «اگر در ایران یک تحول سیاسی پایدار صورت نگیرد انفجار بزرگی روی خواهد داد.»

### اعلام جرم مسعود بهنود علیه نیکخواه و جعفریان
مسعود بهنود پس از پیروزی انقلاب ۱۳۵۷، جزو اولین افرادی بود که علیه جعفریان و نیکخواه اعلام جرم کرد که یکی سابقه توده‌ای و دیگری سابقهٔ سازمان انقلابی (مائوئیستی) را داشته و در رژیم پهلوی از دیگران آسیب‌پذیرتر بودند. سرانجام جعفریان و نیکخواه در ۲۲ اسفندماه ۱۳۵۷ و جزئی از اولین دسته‌هایی بودند که توسط دادگاه انقلاب محاکمه و اعدام شدند.روزنامه کیهان در مورد اعلام جرم مسعود بهنود علیه جعفریان و نیکخواه نوشت:

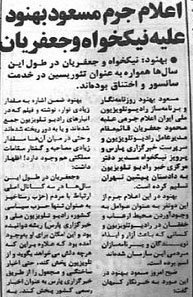
بخشی از روزنامه کیهان در مورد اعلام جرم مسعود بهنود علیه محمود جعفریان و پرویز نیکخواه

«بهنود در این اعلام جرم، از این دو نفر به عنوان عوامل به وجود آوردن محیط ارعاب و خفقان در رادیو و تلویزیون و کسانی که باعث آزار و ایذاء نویسندگان و برنامه سازان مردمی این سازمان شده‌اند اسم برده‌است. … بهنود ضمن اشاره به مقدار زیادی نوار، نوشته و فیلم که در انبارهای رادیو تلویزیون جمع شده‌اند یا به دور ریخته شده‌اند و حتی در میان آن‌ها مقدار زیادی مصاحبه و گفتار مقامات مملکتی هم وجود دارد، اظهار داشت: جعفریان در طول این سال‌ها در سه کانال اصلی ارتباط با مردم (حزب رستاخیز به عنوان تنها حزب سیاسی کشور، رادیو تلویزیون ملی و خبرگزاری پارس) ریشه دوانیده بود و این امکان برای او به وجود آمده بود که علاوه بر این که هرچه دلش می‌خواهد بگوید و از تلویزیون پخش کند، حتی اخبار ساختگی و مجعول را از طریق خبرگزاری پارس به عنوان اخبار رسمی کشور پخش کند.»
مسعود بهنود ۳۲ سال پس از گلوله‌باران نیکخواه و پس از پیوستنش به تلویزیون بی‌بی‌سی فارسی در یادداشتی اذعان داشت که دادگاه انقلابی به ریاست خلخالی تنها به استناد شایعات و غیبت‌ها و توهم برای جعفریان و نیکخواه حکم اعدام صادر کرده بوده‌است.

### دستگیری و محاکمه
اطلاعی در مورد دستگیری و بازداشت این متهم در دست نیست جز این که وی در خانه‌اش توسط مأموران مسلح در برابر چشمان همسر و فرزندانش بازداشت شد.

### کیفر خواست
متن کیفرخواست علیه پرویز نیک‌خواه به شرح زیر بوده است:
«آقای پرویز نیک‌خواه فرزند سیدحسن به شماره شناسنامه ۳۰۲ متولد ۱۳۱۸ تهران مدیر سابق مرکز خبر تلویزیون، سرپرست گروه تحقیق تلویزیون، نظریه‌پرداز حکومت غاصب استعماری، مقاله‌نویس و مداح رژیم دست نشانده پهلوی، مسلمان، تبعه ایران متهم است به:
1. فساد در ارض از طریق پراکندن تخم فساد فرهنگی و وابستگی ذهنی استعماری و فریب خلق و سانسور اخبار و انتشار اخبار جعلی و مقالات دروغ‌آمیز و تأیید مشی جباران نوکر اجنبی که خود متهم نوکری آنان را به استعمار غرب عموماً و آمریکا خصوصاً اقرار دارد.
2. نقض حقوق اساسی مطرح در قانون اساسی قبلی و اعلامیه حقوق بشر و قوانین جاری مملکتی و اصول شناخته شده شرعی و عرف
3. تبانی با قاتلان حاکم در پوشانیدن خیابان، قتلها، فسادها، توطئه از طریق مدیریت دستگاه‌های تبلیغاتی و هم زبانی با حیات و حیثیت ملی دروغین و استقلال سیاسی و سیاست مستقل اصولاً بی‌پایه و کذب
4. گزارش خلاف واقع از وقایع و حقایق به ملت و اشاعه اکاذیب
5. قیام علیه استقلال مملکت و اقدام علیه حاکمیت ملت، با نظریه‌پردازی و اداره مؤثر تشکیلات حزب رستاخیز و تبلیغات دربارهٔ حکومت استبدادی.»

بر اساس گزارش سازمان عفو بین‌الملل اتهام علیه نیک‌خواه فساد فی الارض بوده‌است. همچنین در این گزارش ذکر شده که او نامه تهمت‌آمیزی دربارهٔ خمینی نوشته بود که در روزنامه اطلاعات در دی یا بهمن سال ۱۳۵۶ منتشر شد.
در جریان دادگاه وی حداقل تضمینهای دادرسی رعایت نشد و وی از یک محاکمه منصفانه محروم بود، بنابراین صحت جرایمی که به وی نسبت داده شد مسلم و قطعی نیست.

### دلایل اتهام
1. تصدی مشاغل کلیدی که حسب اقرار متهم مستقیماً به وسیله شاه و مأموران امنیتی اداره و کنترل می‌شوند.
2. اقاریر متهم و اظهارات ایشان به شرح نوارهای مضبوط در پرونده از جمله این که رژیم دست نشانده آمریکا بوده و به انتظار حصول نتایج مثبت رژیم پایگاه خلقی نداشته و متهم به انتشار حصول نتایج مثبت استبدادی و فاسد همکاری کرده‌است.
3. انتشار مقالات کثیر در روزنامه‌ها و مجله تماشا و نشریه‌های رستاخیز و غیره و سخنرانیهای مهم

مجموع تحقیقات انجام شده و محتویات پرونده و نیز شیاع جنایات متهم در افواه به استناد مواد ۶۱ و ۶۲ قانون مجازات و مقررات مربوط و قوانین شرعی تقاضای اعدام برای متهم و صدور حکم مصادره اموال از حضور دادگاه می‌شود.

### دفاعیات
قسمتی از دفاعیات وی در دادگاه بشرح زیر است است:
«.... من فقط می‌خواستم یک رفرم ایجاد کنم و همه شما اعضای دادگاه می‌دانید که دست من چه مستقیم و چه غیرمستقیم به خون هیچ فردی آلوده نشده و من امروز در برابر شما و در برابر دادگاه عدل انقلاب اسلامی اعلام می‌کنم، من هرگز به خلق خود خیانت نکردم. در سال ۴۷ که از زندان شاه آزاد شدم با این تصور که امکان یک حرکت رفرمیستی در داخل رژیم وجود داشت و اگر مطلبی هم در آن زمان و یکی دو سال بعد نوشتم اکثراً با این تصور بود، که در چند سال اخیر به تدریج ثابت شد که رژیم شاه عمیقاً تباه و فاسد است و به همین علت کوشش بسیار کردم که خود را از زیر سلطه این رژیم کنار بکشم. هنگامی که مبارزه مردم علیه رژیم شدت گرفت من هرگز در مقابل این مبارزه نبوده‌ام. خیلی متأسفم رژیم شاه به ملت خیانت کرد، به ارتش خیانت کرد، به همه خیانت کرد قربانیان بسیاری گرفت و شاید من هم یکی از قربانیان باشم.»

### اعدام
دادگاه وی بسیار کوتاه بود و زمان بازداشت تا اعدام تنها سیزده روز فاصله داشت. وی در ۲۲ اسفند سال ۱۳۵۷ به همراه جمعی دیگر از بلندپایگان رژیم پهلوی اعدام شد.